# جبهة الأحزاب والقوى القومية والوطنية في لبنان
جبهة الأحزاب والقوى القومية والوطنية في لبنان هو تحالف سياسي شكلته أحزاب وحركات سياسية لبنانية مقربة من سوريا عام 1976 في خضم بداية الحرب الأهلية. جاءت الجبهة في مواجهة سياسة الحركة الوطنية اللبنانية بقيادة كمال جنبلاط المناهضة للدور السوري في لبنان.

## الأصل
تشكلت في أواخر مارس 1976 في غرب بيروت من قبل قطاعات متفرقة من الحركة الوطنية اللبنانية تضمنت الفصائل الموالية لسوريا من الحزب السوري القومي الاجتماعي (جماعة قنيزح) وحزب البعث اللبناني وحركة أمل الشيعية بقيادة موسى الصدر واتحاد قوى الشعب العامل بقيادة كمال شاتيلا وحزب رزكاري الكردي ومنظمة الطلائع التقدمية بقيادة زكريا عيتاني وحركة التحرر الإسلامي والاتحاد الوطني للإنماء.